# Pierre Mairesse-Lebrun
Pierre Marie Jean-Baptiste Mairesse-Lebrun, né le 16 mars 1912 à Bauzy dans le Loir-et-Cher, mort le 8 décembre 2003 à Mandelieu-La-Napoule, est un officier de cavalerie de l'Armée française devenu célèbre par son audacieuse évasion du château de Colditz. 
Lebrun servit comme lieutenant dans le 4e régiment de chasseurs d'Afrique et fut capturé durant la Campagne de France. Il fut envoyé à l'Oflag IV-C aussi connu sous le nom de Château de Colditz d'où il s'évada avec succès le 2 juillet 1941.

## Évasions
A l'étroit dans la cour du château, les détenus demandent à la direction du camp de pouvoir profiter du parc attenant pour marcher et faire du sport. Ils sont ainsi convoyés par leurs geôliers à un terrain clôturé de fils barbelés situé en contrebas de la forteresse. Après la promenade, les prisonniers de guerre sont regroupés, comptés et escortés au château tandis que les gardes, stationnés autour de la clôture, se regroupent à l'entrée du parc laissant les barbelés sans surveillance.

### Première tentative
Profitant d'une sortie dans le parc, Lebrun, à la faveur de diversions organisées par ses codétenus, escalada un pavillon situé au milieu de la propriété et se cacha sous la toiture en passant par une ouverture située sur le côté du bâtiment. 
Son absence ne fut pas remarquée par les gardiens lors de l'appel de fin de promenade. En effet, à l'aller, un officier Belge (le sous-lieutenant Verkest) a réussi à rejoindre le parc ni vu ni connu. Profitant de sa constitution svelte, il se dissimula en enveloppant ses jambes autour de la taille d'un codétenu plus robuste qui, soutenu par deux camarades, le recouvrit de couvertures et de son manteau. Une fois Lebrun dissimulé, Verkest sort de sa cachette et, à la fin de la promenade, le compte juste de prisonniers s'en retourne au château. Les chiens qui, après chaque visite font le tour du parc, ont échoué à repérer le détenu resté sur place. 
Lebrun attendit pour descendre de sa cachette un signal sonore émit par les soldats français prisonniers du château. Vêtu d'habits civils fabriqués à l'aide de pyjamas gris, il s'échappe hors du parc pour marcher jusqu'à la gare de Goss Bothen situé à 10 kilomètres du château. En essayant d'acheter un billet à destination de Leipzig avec un billet périmé de 100 marks datant de 1924 (émis durant la présidence de Friedrich Ebert), il s'attire les soupçons du chef de gare qui le conduit dans son bureau et téléphone à Colditz. Lebrun saute alors par la fenêtre atterrissant aux pieds d'une femme qui, surprise, hurle de peur. Il est aussitôt capturé, renvoyé au château et placé en isolement.

### Deuxième tentative
Lebrun et le Lieutenant Pierre Odry profitèrent d'une autre promenade pour quitter le groupe, et foncer vers la clôture située au fond du parc. Odry se place de dos à trois mètres de la clôture et joint ses mains ensemble pour que Lebrun puisse poser son pied. Ainsi positionné, Lebrun est catapulté au-dessus les barbelés. Abasourdis par l'audace des prisonniers, les gardes allemands reprennent leurs esprits et ouvrent, sans succès, le feu sur le détenu qui s'échappe. Lebrun escalade alors un ultime mur et s'enfuit vers la liberté.
Toujours dans ses vêtements de sport, il se dissimule dans les champs et regagne la France de Vichy via la Suisse. En décembre 1941, il s'enfuit en Espagne où il est arrêté. En essayant de s'échapper à nouveau, il se fracture la moelle épinière, restant paralysé des jambes.
Le 20 juillet 1946, il se marie avec Christine Solvay, née en 1922 et décédée en 2006.
Lebrun fut décoré de la croix de commandeur de la Légion d'honneur.